# シモン・ファンデルメール
シモン・ファン・デル・メール（Simon van der Meer、1925年11月24日 - 2011年3月4日）は、オランダの物理学者。1984年度ノーベル物理学賞受賞者。

## 人物
オランダのハーグで生まれた。大学に入学する時期は、オランダはドイツ占領下にあって、戦争が終わった後、デルフト工科大学で電気技術を学んだ。1952年からフィリップス社に入り、1954年に設立された欧州原子核研究機構 (CERN) に1956年から加わり加速器の開発に貢献した。
彼のおもな業績は中間子が崩壊してできるニュートリノを効率的に集めるニュートリノホーンや確率冷却法によって反陽子ビームの出力向上を達成した。CERNのSuper Proton Synchrotron (SPS) は1981年から稼動し、1983年W粒子の生成を確認した。
1984年、ノーベル物理学賞を「弱い相互作用を媒介する場の素粒子（ウィークボゾン）の発見を導いた巨大プロジェクトへの貢献」によってカルロ・ルビアと受賞した。
2011年3月4日、スイスのジュネーヴにて死去。85歳没。